# Комсомольское сельское поселение (Бурятия)
Се́льское поселе́ние «Комсомольское» (бур. Комсомолын hомон) — муниципальное образование в Еравнинском районе Бурятии Российской Федерации.
Административный центр — село Комсомольское.

## История
Статус и границы сельского поселения установлены Законом Республики Бурятия от 31 декабря 2004 года № 985-III «Об установлении границ, образовании и наделении статусом муниципальных образований в Республике Бурятия»

## Население
| 2002 | 2011 | 2012 | 2013 | 2014 | 2015 | 2016 |
| ---- | ---- | ---- | ---- | ---- | ---- | ---- |
| 772  | ↘734 | ↘732 | ↘723 | ↘715 | ↘703 | ↘683 |
| 2017 | 2018 | 2019 | 2020 | 2021 | 2023 | 2024 |
| ↘677 | ↘672 | ↘665 | ↘655 | ↘525 | ↘514 | ↘512 |

## Состав сельского поселения
| № | Населённый пункт | Тип населённого пункта       | Население |
| - | ---------------- | ---------------------------- | --------- |
| 1 | Комсомольское    | село, административный центр | ↘512      |